# Rörsjöstaden
Rörsjöstaden is een deelgebied (Delområde) in het stadsdeel Centrum van de Zweedse stad Malmö. Het gebied was oorspronkelijk een ondiep meer dat rond 1800 werd drooggelegd om plaats te maken voor uitbreiding van de stad.
De oudste gebouwen in de wijk zijn afkomstig uit de jaren 1870. De wijk ontwikkelde zich omstreeks die tijd en is ontworpen door toenmalig stadsingenieur Georg Gustafsson, die geïnspireerd was door de Franse stadsarchitect Georges-Eugène Haussmann. De wijk begon met de brede boulevard Kungsgatan, waar langzaam andere straten en woningen omheen werden gebouwd. Anno 2014 is de boulevard echter verdeeld in kleinere straten waar alleen fietsen mogen rijden.